# Heraclides chiansiades
Heraclides chiansiades é uma borboleta neotropical da família dos papilionídeos (Papilionidae) e subfamília Papilioninae, encontrada na região amazônica do Brasil, Equador, Peru, Colômbia, Venezuela e Guianas.

## Taxonomia
Heraclides chiansiades foi classificada por John Obadiah Westwood, com a denominação de Papilio chiansiades, em 1872.

## Distribuição
Heraclides chiansiades ocorre na região amazônica do Brasil, Equador, Peru, Colômbia, Venezuela e Guianas.

## Descrição
Esta espécie possui asas com envergadura de até pouco mais de dez centímetros e com pequeno dimorfismo sexual, com a fêmea dotada de pontos vermelhos maiores nas asas posteriores e ponto branco no meio das asas anteriores, ao contrário do macho. Possuem ondulação na borda das asas posteriores e um par de caudas discretas. O lado de baixo difere por apresentar pontuações vermelhas na borda de toda a asa posterior.

## Subespécies
H. chiansiades possui quatro subespécies:
- Heraclides chiansiades chiansiades - Descrita por Westwood em 1872. Nativa do Equador.[2]
- Heraclides chiansiades maroni - Descrita por Moreau em 1923. Nativa das Guianas e Venezuela.[3]
- Heraclides chiansiades dospassosi - Descrita por Rütimeyer em 1969. Nativa da Colômbia.
- Heraclides chiansiades mossi - Descrita por Brown em 1994. Nativa do Brasil (Pará).

## Conservação
Em 2007, Heraclides chiansiades foi classificada como em perigo na Lista de espécies de flora e fauna ameaçadas de extinção do Estado do Pará; e em 2018, com a rubrica "dados insuficientes" no Livro Vermelho da Fauna Brasileira Ameaçada de Extinção do Instituto Chico Mendes de Conservação da Biodiversidade (ICMBio). Em 5 de dezembro de 2022, foi citada na Portaria ICMBio N.º 1.145, de responsabilidade do ICMBio e do Ministério do Meio Ambiente, como uma das espécies do Pará a serem contempladas nos programas de conservação do Plano de Ação Nacional para a Conservação dos Insetos Polinizadores (vigência 2023-2027).